# Ascogaster semenovi
Ascogaster semenovi är en stekelart som beskrevs av Telenga 1941. Ascogaster semenovi ingår i släktet Ascogaster och familjen bracksteklar. Inga underarter finns listade.